# حب الشباب الجاروسي النخري
حب الشباب الجاروسي النخري (بالإنجليزية: Acne miliaris necrotica)‏ (المعروف أيضًا باسم 
"حب الشباب الجدري الشكل") ويتكون من مسامي نخرية، هو عد جدري يتألف من نخر(Follicle) جريبي الشكل عادةً يصاحبة حكة شديدة .